# Coenred di Northumbria
Coenred o Cenred (fl. VIII secolo) è stato re di Northumbria dal 716 al 718.

## Biografia
Giovanni di Fordun afferma che Coenred uccise il suo predecessore Osred. È descritto come membro dei Leodwaldingi, che discendevano da Ocg figlio di Ida di Bernicia e che fu la prima famiglia regnante della Northumbria. Suo padre era Cuthwine, mentre il nonno era Leodwald. Non si sa bene come sia morto. A lui successe Osric, suo fratello o fratellastro. Dopo Osric salì al potere un altro fratello di Coenred, Ceolwulf.